# Louhisaaret (ö i Södra Savolax, Nyslott, lat 62,27, long 29,06)
Louhisaaret är en ö i Finland. Den ligger i sjön Vuokalanjärvi och i kommunen Nyslott i  landskapet Södra Savolax, i den sydöstra delen av landet, 300 km nordost om huvudstaden Helsingfors. Öns area är 1,2 hektar och dess största längd är 280 meter i öst-västlig riktning.  Notera att namnet antyder att det är fråga om flera öar.